# ジョージ・イングラム (第8代アーヴィン子爵)

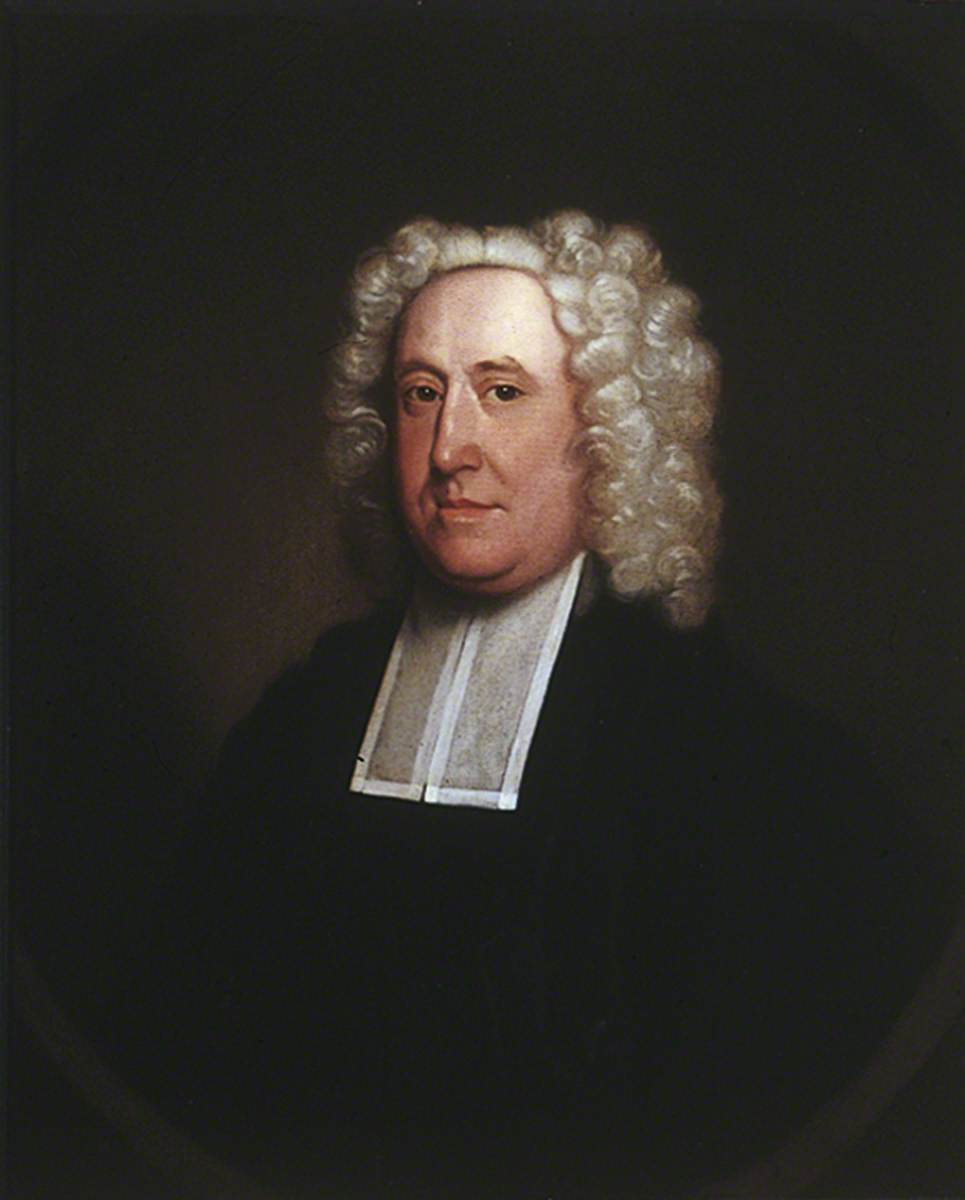
第8代アーヴィン子爵ジョージ・イングラム

第8代アーヴィン子爵ジョージ・イングラム（英語: George Ingram, 8th Viscount of Irvine、1694年11月19日洗礼 – 1763年4月14日）は、イギリスの聖職者、貴族。

## 生涯
第3代アーヴィン子爵アーサー・イングラムとイサベラ・メイチェル（Isabella Machell、1670年10月25日 – 1764年7月21日、ジョン・メイチェルの娘）の息子として生まれ、1694年11月19日にウィットカークで洗礼を受けた。1711年6月7日にオックスフォード大学オリオル・カレッジに入学、1714年にB.A.の学位を修得した後、1716年にフェローになり、1717年にM.A.の学位を修得した。
1719年にクラッドウェルの教区牧師になり、1724年に庶民院礼拝堂勤務牧師（Chaplain to the House of Commons）とウェストミンスター寺院参事会会員（1763年に死去するまで在任）に任命された。
1761年4月4日に兄ヘンリーが死去すると、アーヴィン子爵の爵位を継承した。
1763年4月14日に生涯未婚のままウェストミンスターで死去、弟チャールズの息子チャールズが爵位を継承した。
テンプル・ニューサムが第8代アーヴィン子爵の肖像画を保有している。